# Emporiki Bank
El Emporiki Bank (en griego: Εμπορική Τράπεζα) es un banco griego. Tiene su sede en Atenas, y el banco tiene 370 sucursales en todo Grecia. El banco tiene subsidiarias en Albania, Chipre, Rumania y Bulgaria, y una sucursal en Londres que también gestiona una subsidiaria financiera. Es uno de los 500 bancos más grandes del mundo.
En agosto de 2006, el banco francés Crédit Agricole, adquirió el 67% de su capital y ahora controla el Emporiki.

## Historia
- 1907 Se establece el Banco Comercial de Grecia (BCG).
- 1909 BCG cotiza en bolsa.
- 1922 El Banco Comercial del Oriente Próximo Commercial Bank of the Near East (CBNE)— es establecido en Londres con el BCG como mayor accionista.
- 1925 CBNE abre una sucursal en Alejandría y después en El Cairo.
- 1957 Después de la invasión del canal de Suez, Egipto nacionaliza las operaciones de los bancos británicos y franceses. Para evitar la nacionalización, el Banco Comercial de Oriente Próximo transfiere sus sucursales en Egipto al Banco Comercial de Grecia. BCG adquiere las operaciones en Grecia del Ionian Bank, incluido su filial Popular Bank. BCG continúa operando el banco separadamente, y después lo renombra Ionian and Popular Bank of Greece.
- 1959 BCG adquiere una participación mayoritaria en la Banque du Piree (Piraeus Bank; establecido en 1916).
- 1960 El gobierno egipcio nacionaliza todos los bancos egipcios, incluidas las sucursales del BCG en El Cairo y Alejandría.
- 1964 BCG adquiere una importante participación (29% en 1995) del Banco de Attica (establecido en 1925).
- 1965 BCG establece el Griechische Handelsbank en Fráncfort del Meno. Después cambia su nombre al Banco Comercial de Grecia (Alemania).
- 1990 CBNE cambia su nombre a Banco Comercial de Londres.
- 1994 Empieza sus operaciones la primera sucursal del BCG en Nicosia, Chipre.
- 1995 La Unidad de Banca Internacional del BCG empieza sus operaciones en Limassol, Chipre. BCG se convierte en un inversor estratégico en el Banco de Inversión Búlgaro, y el BCG todavía posee el 29% del Banco de Ática. Alpha Credit Bank (ahora Alpha Bank) adquiere el Banco Comercial de Londres y lo renombra Alpha Bank London.
- 1996 El Banco de Inversión Búlgaro se convierte en el Banco Comercial Internacional (Bulgaria), del que el BCG posee el 91%, directamente e indirectamente. BCG establece una subsidiaria enteramente propia, el Banco Comercial Internacional del Mar Negro (Rumania). El banco cambia su nombre al Banco Comercial de Grecia (Rumania). BCG establece el Banco Comercial Internacional del Mar Negro (Georgia) conjuntamente con el BERD y el Banco Georgiano Unido. (El Banco Georgiano Unido es el resultado de la fusión de tres bancos: El Banco Industrial, Eximbank y el Nuevo Banco Georgiano - antiguamente Caja de Ahorros.)
- 1997 BCG reduce su posición en el Banco de Ática al 18%.
- 1998 BCG establece el Banco Comercial Internacional (Moldavia), y el Banco Comercial de Grecia (Armenia).
- 1999 BCG vende el 51% que mantiene en el Ionian Bank al Alpha Credit Bank. BCG establece una oficina representativa en Odesa, y establece el Banco Intercomercial (Albania) SA, que empieza sus operaciones en 2000.
- 2000 BCG adquiere el rumano Banco Comercial Internacional del Mar Negro y el 35% del FinCom Bank en Moldavia.
- 2001 BCG establece el Banco Comercial de Grecia (Chipre) Ltd., del que posee el 75%, y al que contribuye con sus cuatro sucursales y su Unidad de Banca Internacional en Chipre.
- 2002 BCG  dispone de sus filiales en Armenia, Georgia y Moldavia.

En este punto, el Banco Comercial de Grecia renombra todas sus operaciones como Emporiki Bank.
- 2005 Emporiki Bank dispone de su subsidiaria en Alemania.